# Benavente (Hiszpania)
Benavente – gmina w Hiszpanii, w prowincji Zamora, w Kastylii i León, o powierzchni 45,12 km². W 2011 roku gmina liczyła 19 259 mieszkańców.